# Mary Ann Willson
Mary Ann Willson (geboren zwischen 1770 und 1780; gestorben Mitte des 19. Jahrhunderts) war eine US-amerikanische Folk-Art Künstlerin.

## Leben

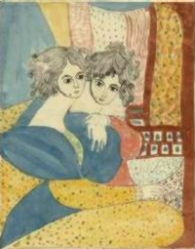
Zwei Schwestern

Über das Leben von Mary Ann Willson ist nur sehr wenig bekannt, auch wenn sie zusammen mit Eunice Pinney zu den frühen Aquarellistinnen in den Vereinigten Staaten gehörte. Ihr Werk war lange unbekannt und wurde erst 1943 durch die Arbeit eines Studenten wiederentdeckt. Zu der Zeit wuchs das Interesse an naiver Kunst in Amerika. Es wurden 22 Werke, zwei Briefe und eine Buchnotiz von Mary Ann Willson in der Harry-Stone-Gallery in New York entdeckt. Die Briefe stammten von einem anonymen Bewunderer von Willson.
Aus den Briefen geht hervor, dass Willson zusammen mit ihrer Freundin „Miss Brundage“, von der mehr nicht bekannt ist, in den ersten Jahren des 19. Jahrhunderts, den Osten der USA verlassen und nach Greenville im Green County in den Bundesstaat New York gezogen ist. Dort haben sie an der Red Mill Road Land gekauft und in einem Blockhaus gewohnt. Miss Brundage kultivierte das Land mit der Hilfe ihrer Nachbarn und half diesen beim Pflügen der Äcker. Sie war die Landwirtin und Mary Ann Willson malte Bilder, die sie verkaufte, das teuerste für 25 Cent. Weiter wird in den Briefen davon berichtet, dass die Werke von Willson bis Kanada und Mobile am Golf von Mexiko verkauft worden seien. Das spricht dafür, dass das Werk von Willson einen großen Umfang gehabt haben muss. Bis zum Tod von Miss Brundage lebte Willson in Greenville, danach hat sie den Ort mit unbekanntem Ziel verlassen. Das letzte ihrer bekannten Werke datiert auf das Jahr 1825; seitdem gibt es keine Spur von ihr.
Aus dem Buch von Lionel De Lissers The Pictoresque Catskills, das er als Historiker des Green County 1864 herausgegeben hatte, geht hervor, dass er, wie auch Mabel Parker Smith, eine Historikerin des Green County, Theodore L. Prevost für den Bewunderer und Schreiber des Briefes gehalten haben. Die wenigen Informationen in dem Buch decken sich weitestgehend mit den Inhalten der Briefe. Prevost stammte aus einer wohlhabenden Familie, die sich durch großzügige Fördermittel für den Aufbau der Stadt einen Namen gemacht hatte. Er habe die beiden Frauen in den 1830er Jahren „entdeckt“ und berichtete, dass die beiden zu diesem Zeitpunkt in ihren „Fünfzigern“ waren. De Lisser berichtet in seinem Buch, dass sie etwa 1810 Connecticut verlassen hätten, in Greenville Landwirtschaft betrieben und einen üppigen Garten gehabt hätten, den sie dazu genutzt hätten, Farben für die Bilder von Mary Ann Willson herzustellen und auch, wie untröstlich Willson nach dem Tod von Brundage gewesen sei und dass sie bald ihre Farm verlassen habe. Auch ihm sei unbekannt, was aus ihr geworden sei.

## Werk

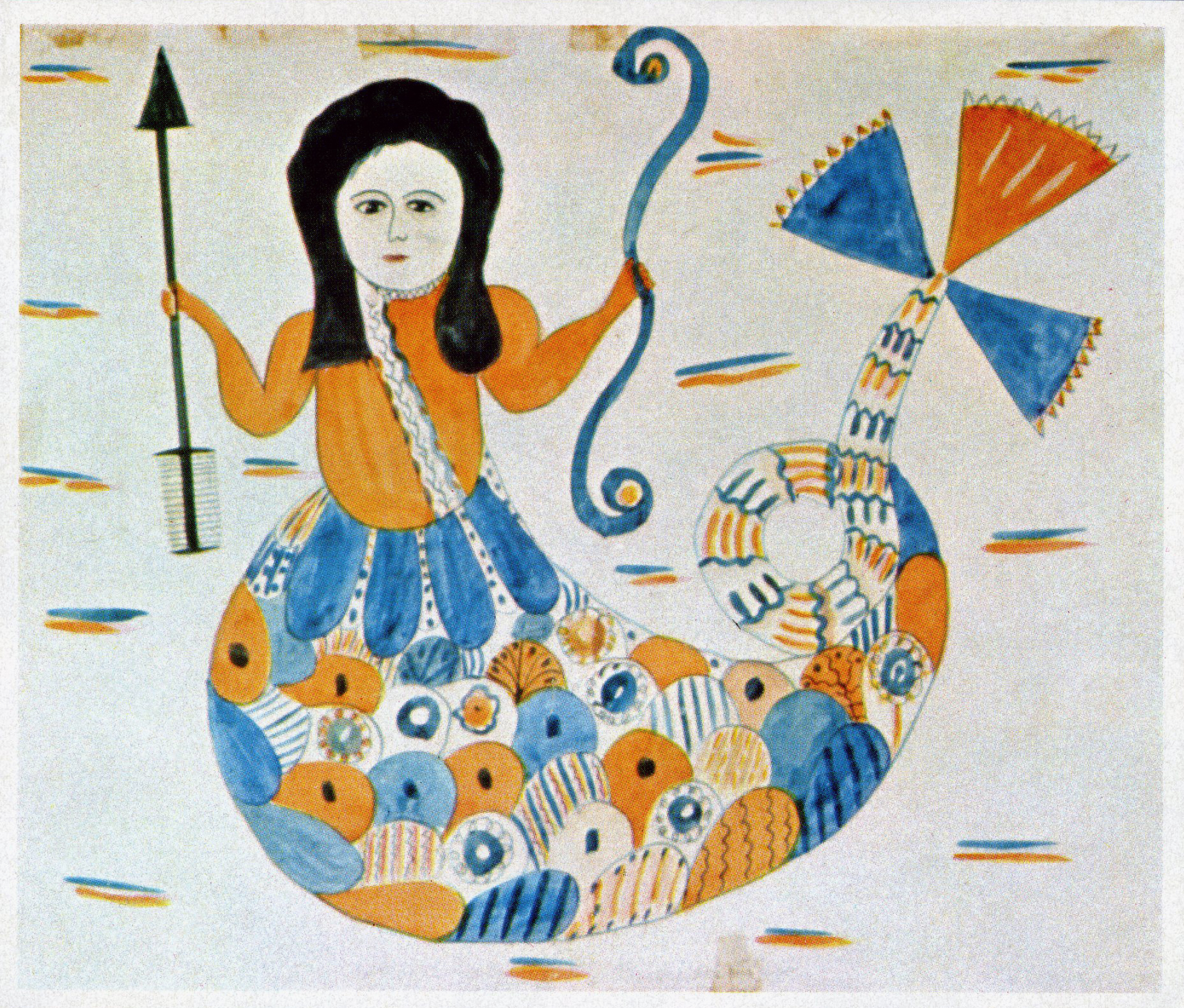
Meerjungfrau

Willson malte ihre Bilder zumeist auf Einwickelpapier, beispielsweise von Kerzen und Teedosen. Sie nutzte Farben, die aus gestampften oder gekochten Beeren und Kräutern von ihr gewonnen wurden, dies zeugt von ihrem Einfallsreichtum, aber auch von ihrer Armut. Aus den Briefen geht hervor, dass sie manchmal Ziegelstaub oder Ofenasche in die Farben mischte, um ihre „eleganten Designs“ zu kreieren.
Ein Jahr nach dem Fund der Bilder im Jahr 1944 fand in der Harry-Stone-Gallery eine Ausstellung von „American Primitive“-Gemälden statt, bei denen 20 Aquarelle von Mary Ann Willson gezeigt wurden. Dort lobte die Kuratorin Jean Lipman die Bilder mit der Beschreibung „Reine Farbe und Design“ und merkte an, dass Willson mit einer großartigen Fantasie, einem kühnen Geschmack für Primärfarben, geometrischem Design sowie einem ungehemmten künstlerischen Mut ausgestattet gewesen sei, der zu einem Stil führte, der dem der modernen abstrakten Kunst nahekäme.
Der Historiker J. N. Katz, wie auch der Kommentator einer Ausstellung in Cooperstown, beschäftigten sich besonders mit dem Bild der Meerjungfrau. Wenn Kreise weibliche sexuelle Symbole sind, meint er, dann sei der untere Teil des Torsos der Meerjungfrau definitiv weiblich und sexuell konnotiert. Er fragt sich, ob Willsons Meerjungfrau, üblicherweise die Verführung der Männer repräsentierend, von ihrer Freundin inspiriert sein könnte. Zudem wurde auf die Ähnlichkeit des Motivs mit dem Logo einer Londoner Handelsfirma aus dem 18. Jahrhundert aufmerksam gemacht. Jedoch schwingt die Meerjungfrau nicht Spiegel und Kamm, sondern Pfeil und Bogen. So habe Willson ihre Meerjungfrau mit den Attributen der Amazonen kombiniert.